# Лев-Толстовский район (Калужская область)
Лев-Толстовский район — административно-территориальная единица в составе Калужской области РСФСР, существовавшая в 1950—1963 годах. Административный центр — село Льва Толстого.

## Население
По данным переписи 1959 года в Лев-Толстовском районе проживало 26 706 чел..

## История
Лев-Толстовский район был образован в 1950 году. В 1952—1955 годах первым секретарём Лев-Толстовского райкома партии была А. И. Демидова.
1 февраля 1963 года Лев-Толстовский район был упразднён.